# Gemini 9
Gemini 9 (GT-9 anche Gemini 9A) fu una missione nello spazio con equipaggio nel corso del programma Gemini degli Stati Uniti d'America.

## Morte dell'equipaggio originario

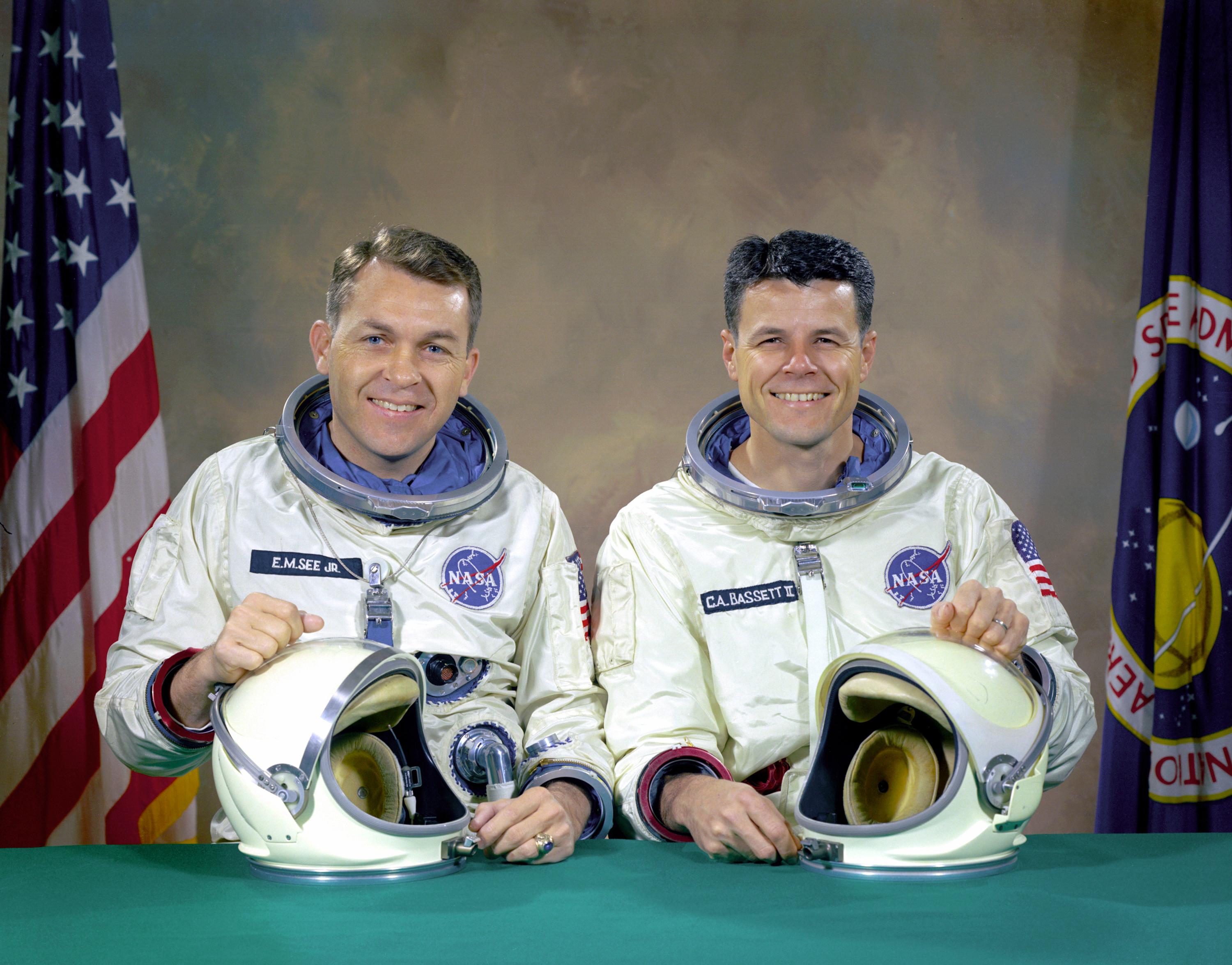
L'equipaggio originale della missione Gemini 9, See e Bassett

L'8 novembre 1965 la NASA diede l'annuncio ufficiale dell'equipaggio previsto per la missione di Gemini 9. Considerando che la missione di Gemini 6 dovette essere spostata, per la prima volta quattro equipaggi per missioni Gemini (le missioni dal numero 6 al numero 9) si trovavano contemporaneamente nella fase di preparazione ed allenamento per la rispettiva missione.
Elliot See, astronauta del secondo gruppo scelto dalla NASA e membro dell'equipaggio di riserva per la missione Gemini 5 venne nominato comandante. L'incarico di pilota venne assegnato a Charles Bassett, astronauta del terzo gruppo scelto dalla NASA.
L'equipaggio di riserva era composto da Tom Stafford, che doveva volare nello spazio per la prima volta con Gemini 6 a dicembre del 1965 e da Eugene Cernan, privo di esperienza di volo nello spazio.
Durante la fase di addestramento alla missione, il 28 febbraio 1966 i quattro astronauti volarono su due aerei jet biposto verso St. Louis, per effettuare delle apposite esercitazioni nel simulatore di volo per la navicella Gemini costruito dalla ditta McDonnell Aircraft Corporation. A causa di scarsa visibilità, quando See tentò di effettuare un atterraggio, purtroppo sfiorò con tale manovra un edificio. L'aereo precipitò e See e Bassett non sopravvissero all'impatto.
Una commissione d'esame per il chiarimento della causa dell'incidente di volo, composta da sette membri e sotto la direzione dell'astronauta Alan Shepard, non poté che constatare un errore del pilota come causa del disastro.
Dopo la morte di Theodore Freeman avvenuta solo sedici mesi prima, questo fu il secondo caso durante il quale astronauti americani perirono a causa di un incidente di volo durante la fase di addestramento.

## Preparazione

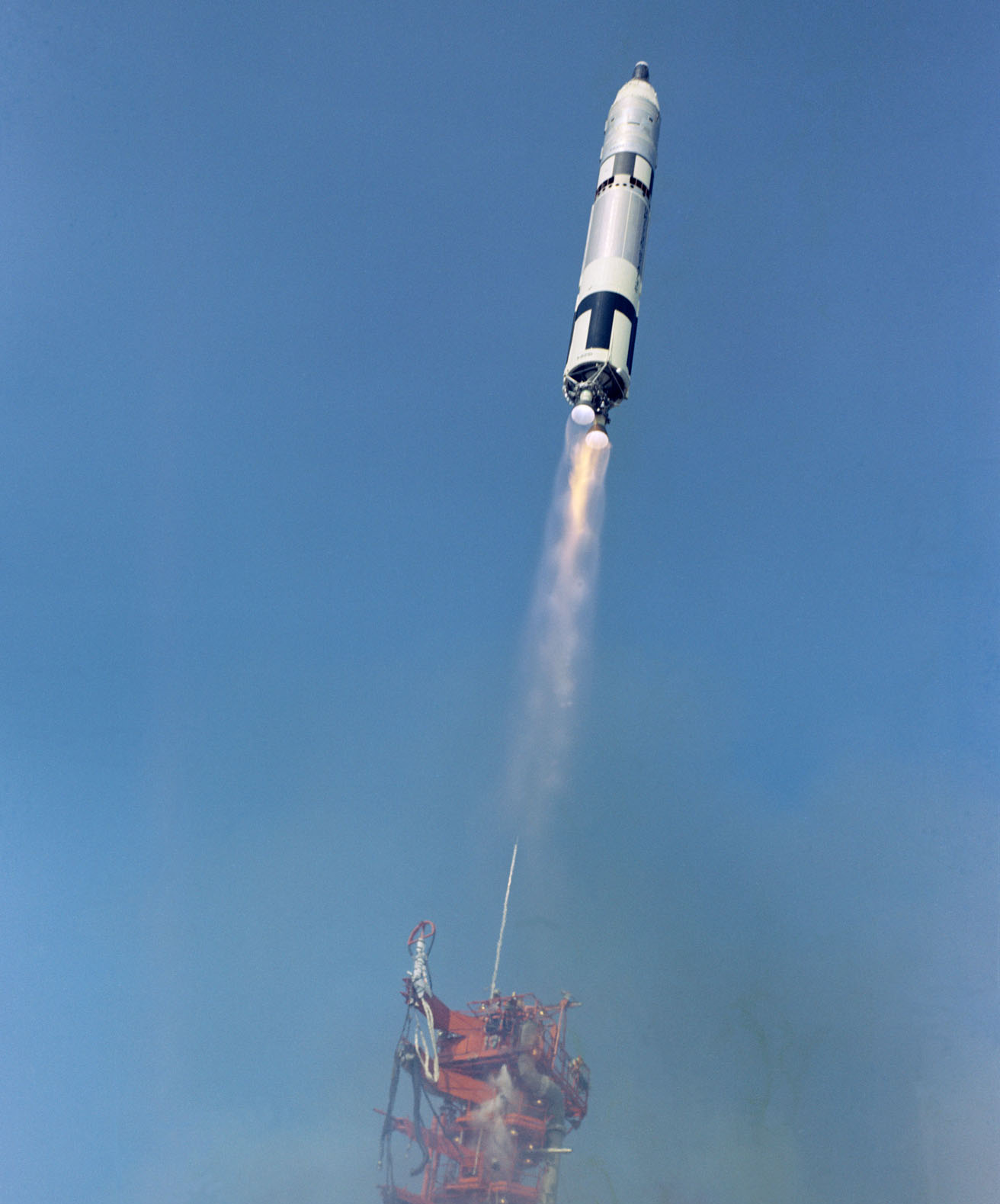
Il decollo di Gemini 9

Per la prima volta nella storia americana dei programmi di volo nello spazio, un equipaggio di riserva dovette assumere la missione. I preparativi di volo non vennero comunque rallentati per tale ragione. Stafford divenne dunque il primo astronauta a volare per la seconda volta una missione del programma Gemini.
Nuovo equipaggio di riserva venne nominato l'equipaggio di riserva previsto per la missione di Gemini 10, cioè James A. Lovell, appena rientrato dalla missione a lunga durata di Gemini 7 ed Edwin Aldrin.
Entrambi assunsero, insieme a Neil Armstrong e Richard Gordon il ruolo di radiofonisti di contatto con la capsula - (Capcom). Armstrong era comandante della missione precedente di Gemini 8, mentre Gordon doveva volare su Gemini 11.
Per Gemini 9 venne previsto, come per la precedente missione di Gemini 8, di agganciarsi al satellite del tipo Agena precedentemente lanciato nello spazio. Inoltre fu prevista dell'attività extraveicolare da parte del pilota Cernan.
Siccome la missione di Gemini 8 dovette essere interrotta a causa di un ugello di pilotaggio che si era incastrato con conseguente immediato rientro dell'equipaggio, la navicella spaziale di Gemini 9 venne analizzata in ogni sua parte prima dell'assemblaggio con il razzo vettore. Si poté risolvere diversi problemi riscontrati durante tale analisi nonché inserire e montare ulteriori sistemi e congegni di sicurezza.
Il 17 maggio 1966 venne effettuato il lancio del satellite. Solo pochi minuti dopo, il centro di controllo a terra perse il controllo del razzo ed il veicolo precipitò in mare. Evidentemente il razzo vettore del tipo Atlas nuovamente non aveva funzionato correttamente come era già successo per la missione originaria prevista per Gemini 6.
La missione venne pertanto ribattezzata in Gemini-9A ed un nuovo lancio programmato per il 1º giugno. Si decise comunque di utilizzare un satellite alquanto modificato ed in particolar modo semplificato, cioè il cosiddetto ATDA (Augmented Target Docking Adapter) che era in grado di volare senza un apposito stadio del razzo vettore del tipo Agena. Anche se si fu in grado di portare il satellite in orbita senza riscontrare problemi, i dati di telemetria trasmessi dallo stesso mostrarono presto dei problemi con la rivestitura dell'adattatore utilizzato per effettuare la manovra di aggancio.
Stafford e Cernan erano già all'interno dell'astronave e pronti a decollare, quando, poco prima di accendere i motori, il lancio dovette esser interrotto a causa della mancata trasmissione di appositi dati necessari per tale operazione da parte del centro di controllo verso la capsula. Per Stafford si trattò del quarto tentativo di lancio che era stato interrotto.

## Missione

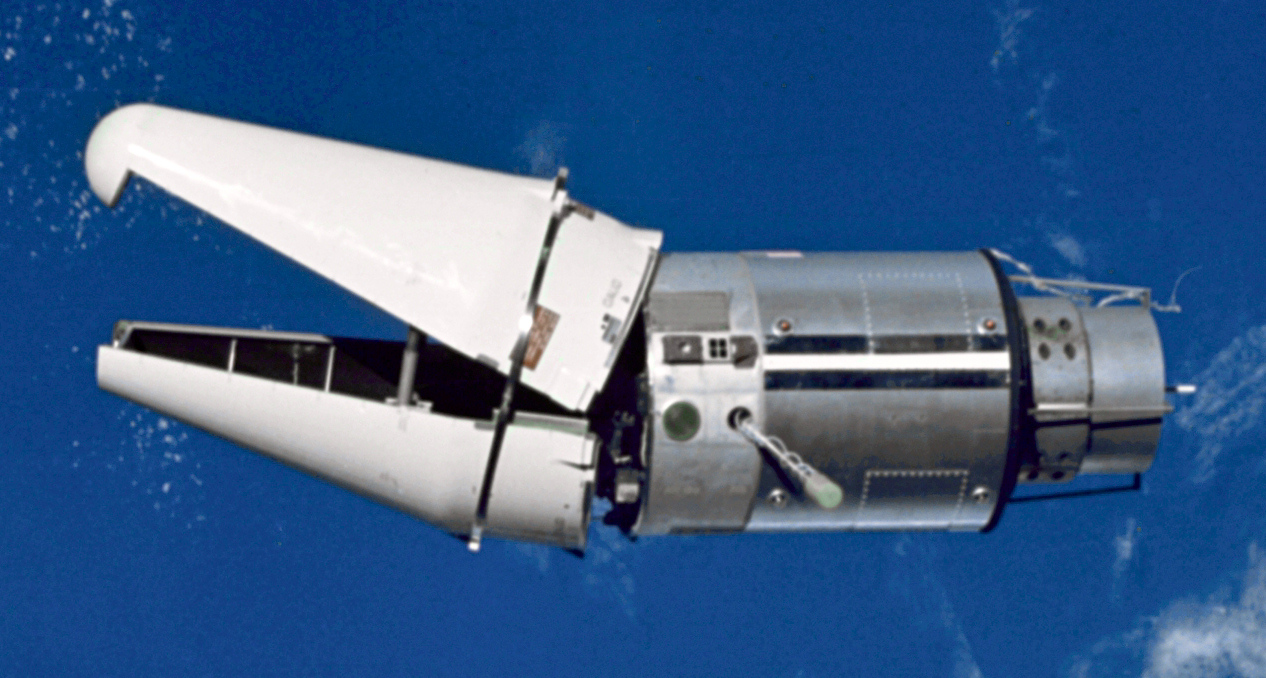
Apertura parziale della capsula (The angry alligator)

Due giorni più tardi, cioè il 3 giugno 1966 Gemini 9 si involò verso lo spazio. Dopo quattro ore di volo venne eseguita la manovra rendezvous con l'Agena. Durante questa manovra si poté constatare che effettivamente una parte del rivestimento esterno del satellite non si era staccata completamente. In seguito venne accertato che tale fatto fu causato da un errore di montaggio dei nastri di sicurezza durante l'assemblaggio a terra. Tale errore non poté essere riparato nell'orbita terrestre e pertanto si dovette rinunciare alla manovra di aggancio programmata. Ciò nonostante vennero effettuate diverse manovre di rendezvous con l'ATDA (Augmented Target Docking Adapter) - comunque in seguito mai più utilizzato.

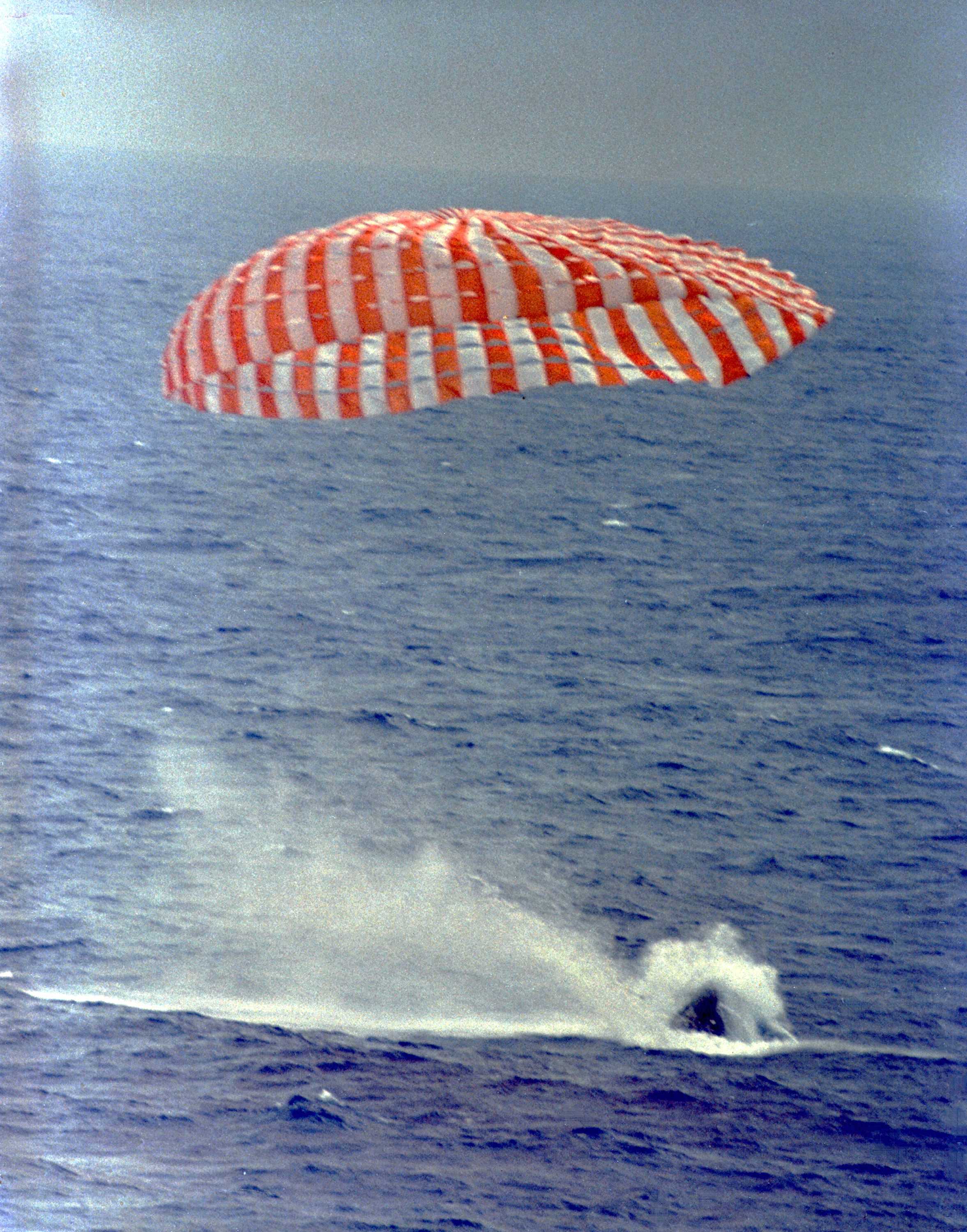
Ammaraggio della Gemini 9

Il terzo giorno della missione Cernan uscì dalla capsula per diventare il terzo uomo ad effettuare una passeggiata nello spazio. Si dimostrò ben presto che movimentarsi in assoluta assenza di forza di gravità non fu facile. Infatti per questa missione non fu programmata la semplice uscita dell'astronauta, bensì si teneva conto di diverse esercitazioni e lavori del quale l'astronauta fu incaricato. Ben presto si dovette constatare che le maniglie ed i nastri d'attacco montati all'esterno della capsula non erano sufficienti, tanto che Cernan non aveva le mani libere per diversi lavori, essendo costretto ad aggrapparsi a differenti attrezzature della capsula come per esempio gli ugelli di pilotaggio. Dopo un'ora all'esterno della capsula, la visiera del casco iniziò ad appannarsi e pertanto i lavori vennero ulteriormente resi più difficili ed eseguiti lentamente. Dopo circa due ore Cernan rientrò nella capsula, senza essere stato in grado di eseguire tutti i lavori previsti. In particolar modo non era stato in grado di testare un apposito congegno di manovra sviluppato da parte dell'aeronautica militare, completo di serbatoio d'ossigeno e di collegamento radio. Comunque, con 128 minuti, Cernan aveva raggiunto un nuovo record di durata di un'attività extraveicolare.
Dopo tre giorni di missione, Gemini 9 accese i retrorazzi di frenatura per attivare la fase di rientro nell'atmosfera terrestre. L'atterraggio avvenne nelle acque dell'Oceano Atlantico, a soli 700 metri dal punto di atterraggio precedentemente calcolato. Gli astronauti vennero dunque recuperati dalla USS Wasp e lasciarono la loro capsula solo dopo essere stati portati a bordo della portaerei.

## Importanza per il programma Gemini
Gemini 9 aveva eseguito con successo diverse manovre rendezvous nonché effettuato più esperimenti di carattere scientifico. Ciò che rimase comunque agli annali della storia dei voli nello spazio, furono i diversi fallimenti della missione, in particolar modo l'aggancio non riuscito e l'attività extraveicolare conclusa prima di aver eseguito tutto il programma. Le due manovre predette concluse con insuccesso vennero dunque programmate da ripetersi durante la successiva missione di Gemini 10, già prevista a sole sei settimane dal rientro di questa missione.